# Canales de Xochimilco

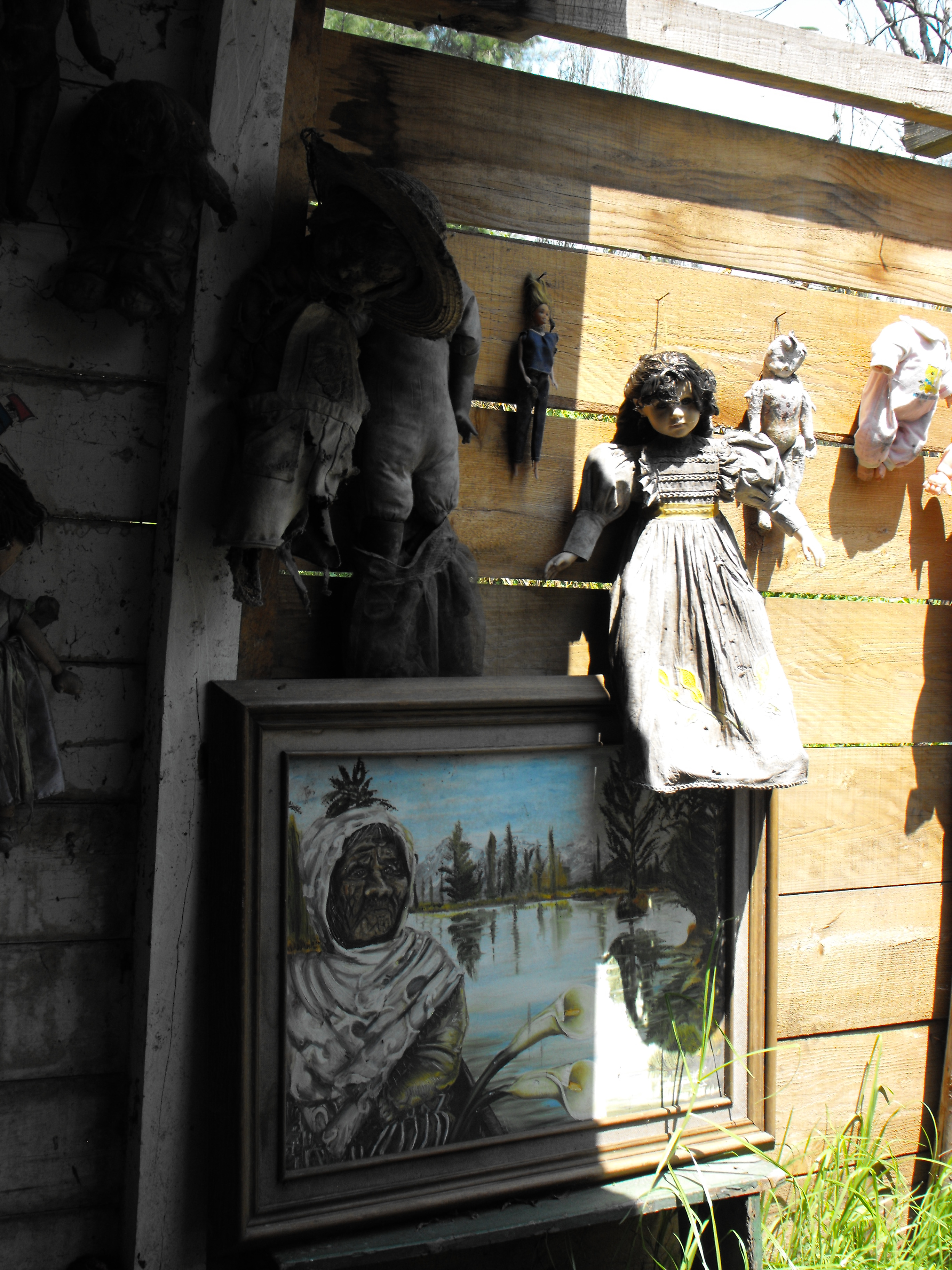
Muñeca más antigua en la Isla de las Muñecas, en Xochimilco, Ciudad de México

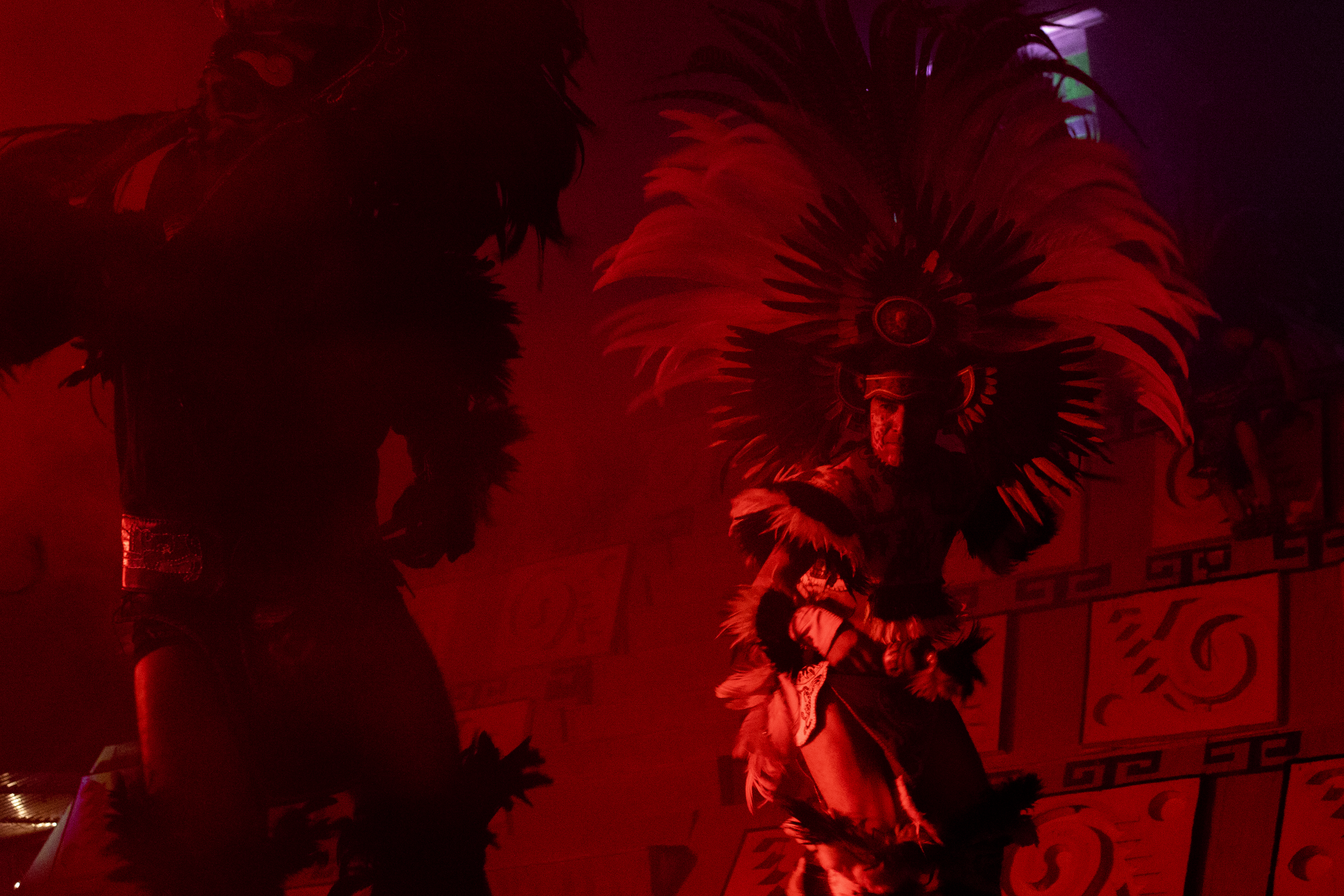
La Llorona en los canales de Xochimilco

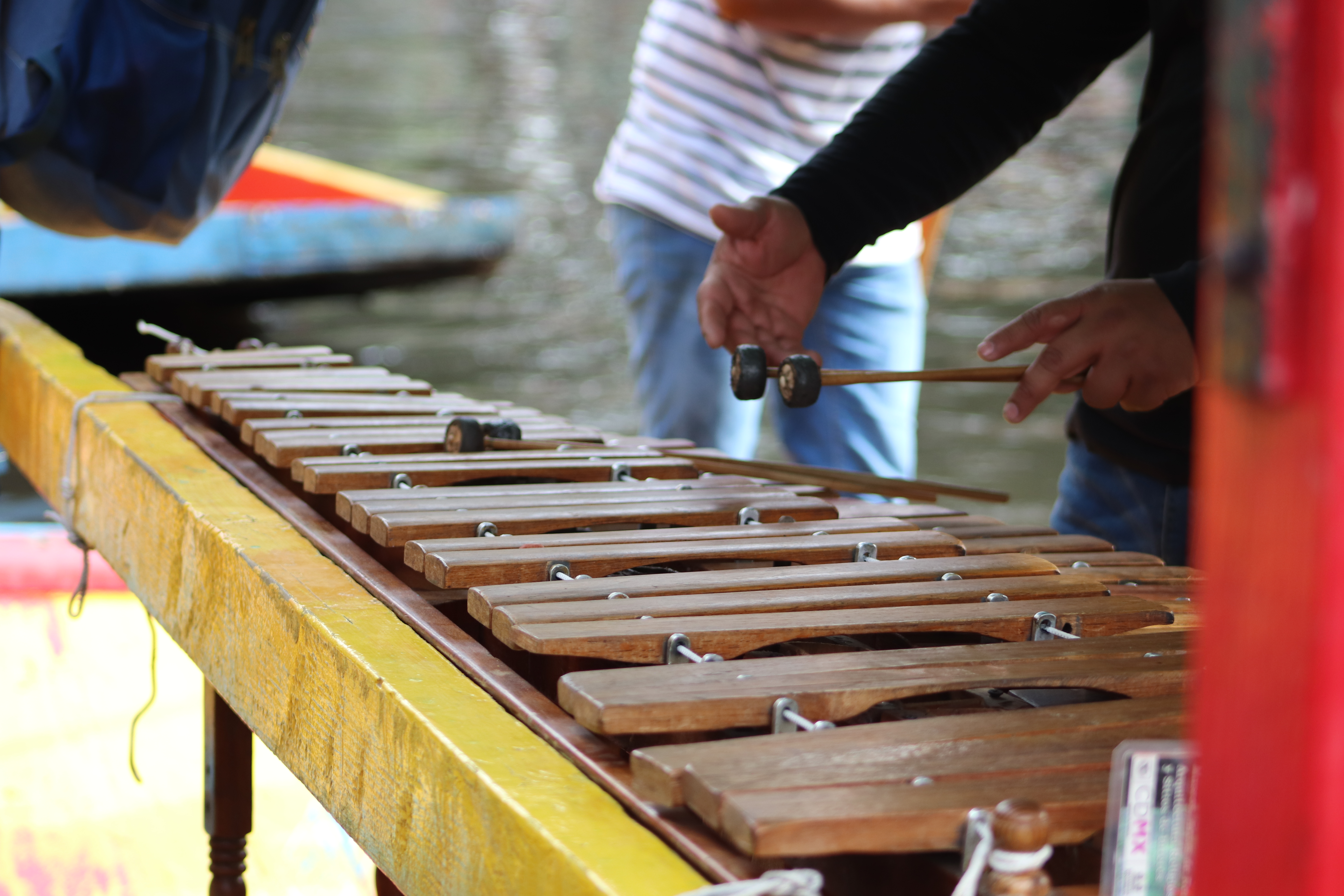
Marimba Artesanía Xochimilco

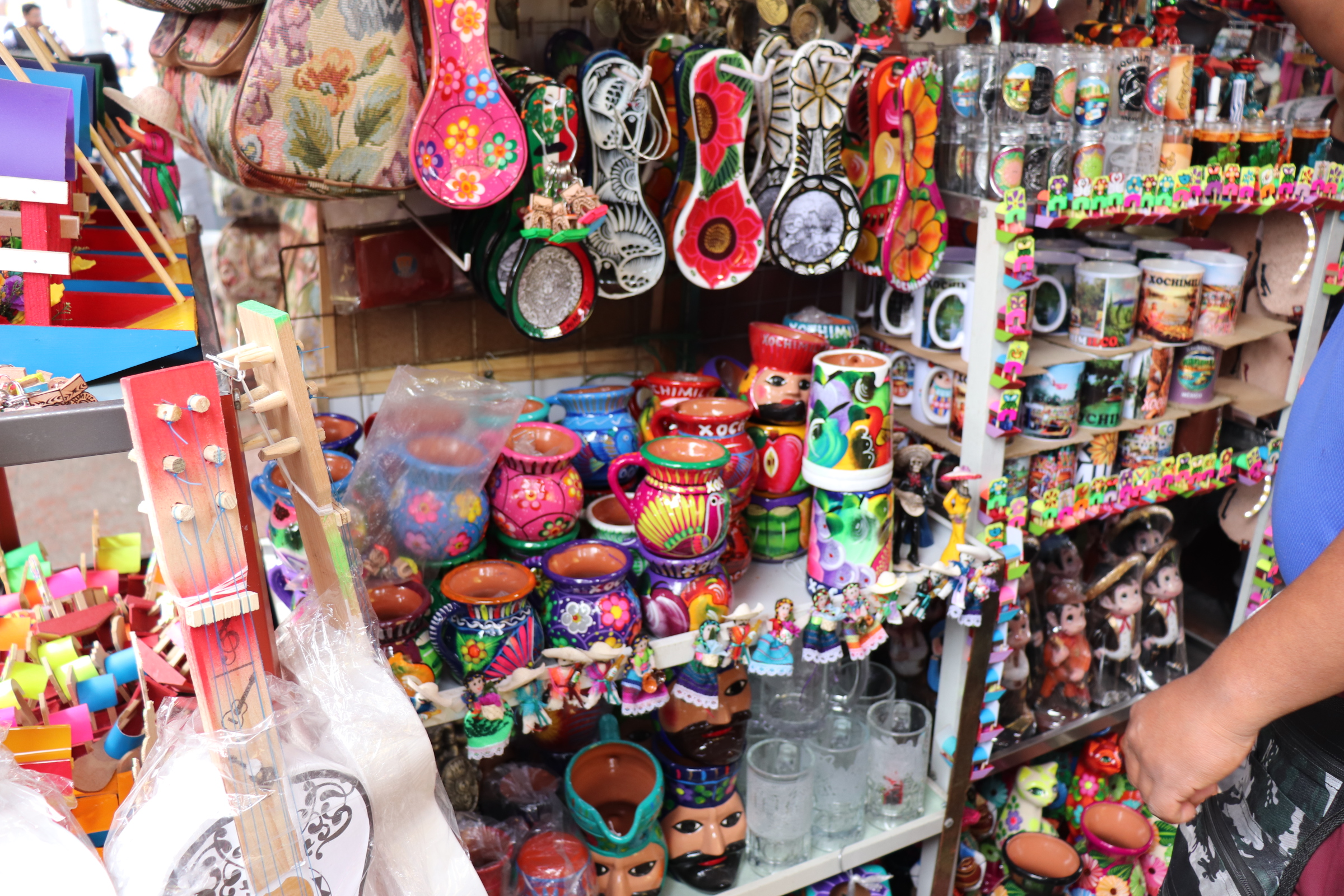
Artesanía Xochimilco

Los Canales de Xochimilco conforman una red de canales que cubren una gran parte de la porción norte de la Alcaldía Xochimilco y la porción poniente de la Alcaldía Tláhuac al sur-oriente de la Ciudad de México.
Estos canales se originaron a raíz de la construcción de chinampas en el Lago de Xochimilco durante la época prehispánica con la finalidad de llevar a cabo actividades agrícolas.
Actualmente, el Lago de Xochimilco cuenta con 9 embarcaderos en los que atracan las trajineras, un tipo de embarcación característica de la zona, para navegar a través de los canales.
Actualmente los canales cumplen tanto con una función agrícola como turística, siendo esta última la más preponderante dado el gusto de los viajeros por tomar un paseo en las trajineras y conocer los sitios de interés que ahí se encuentran o simplemente pasar la tarde navegando los canales consumiendo alimentos y llevando a cabo fiestas.
Asimismo, existe un recorrido denominado "ecológico”, el cual consta de un paseo por los siguientes sitios de interés: el área ecológica, el Museo del Axolote, la Isla de las Muñecas, el Canal de Apatlaco, la laguna de Teshuilo y la Isla de la Llorona, entre los más importantes.

## Isla de las Muñecas
En la laguna de Teshuilo se ubica la chinampa, que era propiedad de Don Julián Santana Barrera. Denominada la Isla de las Muñecas, esta se ubica a una hora y media remando desde el embarcadero de Cuemanco, en el sur de la ciudad.
La Isla de las Muñecas es una de las principales atracciones que tienen los recorridos por los canales de Xochimilco, con una vista de la naturaleza sin igual.
Los recorridos a dicha laguna son poco comunes, ya que por esa zona no hay luz eléctrica, y en las noches de luna se puede apreciar la chinampa de Don Julián con muñecas colgando de todos los árboles, cubiertas de telarañas e insectos propios de la fauna saliéndole de los cuerpos de estos seres inanimados.